# James Rankin (Pilot)
James Rankin (* 7. Mai 1913 in Portobello, Edinburgh; † 1975) war ein britischer Jagdflieger des Zweiten Weltkriegs.

## Leben
Er kam 1935 zur Royal Air Force. Nach mehreren Stationen kam er Anfang 1941 zum No, 64 Squadron, das mit Spitfires Mk. II ausgerüstet war. Im Februar 1941 übernahm er das No. 92 Squadron. Ab September 1941 leitete er den Biggin Hill Wing. Vom September 1941 bis zum April 1942 gehörte er zum Stab des Fighter Commands, kehrte dann aber nach Biggin Hill zurück. 1943 leitete er den No. 15 Fighter Wing. Nach dessen Auflösung übernahm er den No. 125 Wing, mit dem er an der Invasion in der Normandie teilnahm. Bis zum Kriegsende erzielte er 17 bestätigte Abschüsse. Dazu kamen fünf weitere Abschüsse, an denen er beteiligt war. Obwohl er bei Kriegsende den Rang eines Air Commodore bekleidete, ließ er sich zum Group Captain zurückstufen. Diesen Rang behielt er bei, bis er 1958 in den Ruhestand trat.